# Dawn of the Dead (2004)
Dawn of the Dead is een Amerikaanse horrorfilm uit 2004 onder regie van Zack Snyder, een nieuwe versie van Dawn of the Dead (1978) van George A. Romero. De nieuwe versie is een vrije interpretatie met eigen details, maar de belegering door zombies in een winkelcentrum en andere sleutelelementen zijn trouw aan het origineel.

## Verhaal
Ana werkt als zuster in een ziekenhuis. Op een ochtend schrikt ze wakker wanneer een buurmeisje, Vivian, er verschrikkelijk uitziet. Vivian valt Luis, Ana's vriend, aan en bijt hem. Hierdoor verandert ook Luis in een zombie en hij valt op zijn beurt Ana aan. Ze weet te ontsnappen en wanneer ze op straat staat, ziet ze dat de hele buurt vol agressieve zombies zit. Ze is doodsbang en rijdt weg met een auto. Wanneer de weg geblokkeerd wordt door een bus is ze gedwongen te stoppen. Hierdoor heeft een man de kans om haar auto proberen te stelen. Ana rijdt wanhopig weg en raakt van de weg, ze botst tegen een boom en raakt bewusteloos.
Wanneer ze weer wakker wordt, wordt ze onder schot gehouden door Kenneth, een politieman met het lichaam van een bodybuilder, die op zoek is naar zijn broer. Wanneer hij erachter komt dat ze geen zombie is loopt hij weg. Ze volgt hem en al snel komen ze ook nog andere mensen tegen: Michael, een man die televisies verkoopt, crimineel Andre en zijn Russische zwangere vrouw, Luda. Samen lopen ze naar een winkelcentrum. Eenmaal binnen gaan Michael en Andre op zoek naar zombies. Als Michael een winkel controleert, wordt hij aangevallen door een zombie. Het lukt hem wel om de zombie te doden. Ook Kenneth, Ana en Luda worden aangevallen door een zombie. Luda wordt gebeten en Kenneth begint met de zombie te knokken. Het is Ana die hem uiteindelijk neerschiet. Ze gaan vervolgens naar een lift. Zo komen ze drie bewapende bewakers tegen; CJ, Terry en Bert. CJ dwingt de groep weg te gaan, tenzij ze hun wapens bij de bewakers inleveren. Uiteindelijk leveren ze hun wapens in.
Ze beginnen zich te ontspannen op een veilige plek en kijken televisie. Hierop zien ze dat heel de wereld vol zit met zombies. Toch heeft Kenneth nog hoop dat zijn broer veilig is. Wanneer ze uitgerust zijn, gaan ze naar het dak om SOS-tekens te maken voor helikopters en via spandoeken duidelijk proberen te maken dat er nog levende, normale mensen in die winkelcentrum zijn. Op het dak ontdekken ze een andere normale man Andy. Hij is alleen en zit boven een wapenwinkel. Wanneer het laat wordt, sluit CJ de groep in, in een winkel, uit angst dat ze zullen stelen. Wanneer het weer ochtend wordt, gaan de lichten automatisch aan in het gehele winkelcentrum, net zoals de muzak. CJ dwingt Terry deze uit te doen. Terry, die eigenlijk niet de groep wil commanderen, loopt langs hen en Ana merkt hem op. Ze haalt hem over hen vrij te laten door te zeggen dat er geen wc is.
Nadat Terry de muzak heeft uitgezet, ziet hij op een beveiligingstelevisie dat er een vrachtwagen met een grote snelheid op het winkelcentrum afkomt. Nadat iedereen hiervan geïnformeerd is, gaan ze naar het dak. Ana denkt dat hier normale mensen in zitten, aangezien ze intelligent genoeg zijn in een auto te rijden. CJ en Bart zijn het hier niet mee eens en beginnen te dreigen iedereen neer te schieten als ze iemand binnenlaten. Wanneer Ana agressief wordt, houden ze iedereen onder schot. Wanneer Bart even niet op let, grijpt Michael de kans Barts wapen af te pakken. Kenneth doet hetzelfde bij CJ. Terry krijgt nu eindelijk de kans aan de kant van de groep te zijn en brengt hen samen met Kenneth naar een cel.
Michael is van plan de mensen uit de vrachtwagen te helpen. Wanneer hij dit met Andre wil doen, ziet Ana dat een persoon uit de vrachtwagen naar het dak is gegaan. Dingen lopen niet zoals gepland en enkele zombies proberen de groep aan te vallen. Uiteindelijk lukt het ze om alle mensen uit de vrachtwagen naar binnen te helpen. Het zijn bijna allemaal nog gezonde mensen: Norma, de bestuurder van de vrachtwagen, Glen, een kerkorganist, Steve, een sarcastische man wie niemand mag, Monica, tiener Nicole en haar vader Frank, Tucker en een dikke vrouw die al erg ziek is en naar binnen wordt gebracht in een kruiwagen. Kenneth vraagt aan Norma of hij de vrachtwagen mag lenen zodat hij naar zijn broer kan in Fort Pastor. Steve informeert Kenneth dat iedereen daar al in zombies is veranderd.
Ana, Terry en Nicole zijn bij de gewonden; Frank is gebeten, Tucker heeft last van zijn enkel en de vrouw die in de kruiwagen lag, wordt steeds zieker en overlijdt uiteindelijk. Even later staat ze op en is ze ook een zombie. Hierdoor is Ana gedwongen haar te doden. Ze ontdekt dat mensen het virus krijgen door een beet en deelt dit mee aan Michael, Andre, Terry en Kenneth. Michael komt tot de conclusie dat Frank, met wie het tot dusver goed ging, vermoord zal moeten worden. Ana wil niet en haast zich naar Frank om hem te waarschuwen. Wanneer Nicole hierdoor in paniek raakt, besluit Michael hem niet te vermoorden maar deelt hem wel mee dat hij zelf snel ook een zombie zal worden. Frank besluit zelf dat het het beste is dat hij doodgeschoten zal worden en neemt afscheid van zijn dochter. Vervolgens gaat hij met Kenneth mee naar een andere winkel. Hier wacht hij geduldig totdat Frank in een zombie verandert, zodat hij nog iets langer te leven heeft.
Hierna wordt alles rustig en ze zijn nu veilig. Om tijd op te vullen, doet Kenneth een schaakspel met Andy en communiceren via borden. Terry en Nicole beginnen erg intiem te praten, Steve en Monica bedrijven de liefde en ook Ana en Michael beginnen elkaar te zoenen. Ana begint zich af te vragen hoe het met Luda gaat, die al een tijd niet meer in beeld is geweest. Andre ontwijkt de vraag. Ook worden CJ en Bart weer vrijgelaten. Michael gaat met de twee naar de parkeerplaats. Even later komt Kenneth ook. Ze vinden een hond, die nog normaal is. Maar ook even later blijken er een groot aantal zombies rond te lopen. Bart wordt aangevallen door een zombie. Hierna worden ze opgemerkt door alle zombies en komen al snel achter hen aan. Bart overlijdt. De rest beginnen ze neer te schieten. Wanneer hun kogels opraken worden de zombies vernietigd door een olievat en vuur.
Ondertussen zit Andre bij Luda. Luda is door de beet een zombie geworden en zit vastgebonden aan een bed in een babywinkel. Andre weigert haar te vermoorden uit angst dat de baby zal komen te overlijden. Luda probeert Andre te bijten, maar is nog steeds vastberaden haar niet te vermoorden. Ondertussen is Norma binnengekomen die Luda als zombie ziet en Andre met het kindje, dat inmiddels ter wereld is gekomen, in zijn handen. Norma wordt bang van Luda en schiet haar dood. Andre wordt woedend en pakt zijn pistool erbij. Hij begint op Norma te schieten, maar voordat ze overlijdt, schiet ze hem ook nog dood.
De overlevenden zijn het zat te wachten op hun dood. Steve maakt een sarcastische opmerking door ze aan te raden naar zijn boot te gaan en naar een verlaten eiland te varen. Ana vindt dit een goed idee, net zoals de rest. Ze weet dat de afstand van het winkelcentrum naar de boot groot is en dat dit niet geheel risicoloos te gaan. Op Steve na, besluit toch iedereen mee te werken en ze beginnen twee bussen veilig te maken. Kenneth, die nu op het dak verblijft, deelt aan Andy mee dat ze binnen 5 dagen klaar zullen zijn voor vertrek. Andy zegt honger te hebben en ze besluiten de hond met eten naar beneden te takelen en hem eten te brengen. Dit lukt, en Andy zegt via een walkietalkie dat er bij de aankomst ook zombies binnen te zijn gekomen die hem hebben gebeten. Hij weet niet wat de gevolgen daarvan zullen zijn en de groep besluit hem dat ook niet te zeggen. 
Nicole is ondertussen wel ongerust over de hond en gaat met de vrachtwagen naar hem toe. Dit lukt, maar ze vlucht nu wel in een kast voor Andy, die inmiddels ook een zombie is. Een paar mensen van de groep gaan ondergronds naar de wapenwinkel om Nicole te redden. Ze moeten wel een stuk over straat. Hierdoor worden ze aangevallen door een enorm aantal zombies. Toch lukt het iedereen veilig naar binnen te gaan. Ze redden Nicole door Andy dood te schieten en gaan naar de winkel om zo veel mogelijk wapens in te zamelen.
Op de terugweg hebben ze minder geluk op de heenweg. De zombies zitten hun op de hielen en wanneer ze weer ondergronds gaan, lukt het de zombies ook om in de put te springen. Tucker blesseert zijn been en wordt aangevallen door de zombies en smeekt aan CJ hem neer te schieten voordat hij een zombie wordt. CJ doet dit en rent vervolgens weer weg. Wanneer ze weer terug zijn, zou Steve bij de deur staan om ze binnen te laten. Steve is ondertussen gevlucht, waardoor de zombies steeds dichterbij komen. Uiteindelijk lukt het Ana ze binnen te laten, maar is niet snel genoeg om de zombies buiten te sluiten en de zombies komen nu binnen in het winkelcentrum. Ze rennen allemaal naar de twee bussen en splitsen zich op. Eenmaal buiten worden ze omsingeld door zoveel zombies dat ze maar langzaam vooruit gaan. Dan gooit CJ een propaantank van de bus en zorgt ervoor dat deze ontploft waardoor de bussen weer ruimte krijgt. Toch zitten er nog zombies aan de bus en Glen begint deze met een kettingzaag door te snijden. Wanneer er een scherpe bocht komt, hakt hij per ongeluk in op Monica waarna zij overlijdt. Kenneth verliest de controle over zijn bus en de bus verongelukt. Steve gaat als eerste het busje uit en wordt gebeten door een zombie. CJ, Kenneth en Terry gaan ook het busje uit. Ana rent in op Steve, die nu een zombie is, en schiet hem dood. De rest rent alvast weg, terwijl Ana het lijk de sleutels van de boot ontfutselt. Hierdoor is ze maar een meter verwijderd van de zombies maar weet alsnog te vluchten. 
Eenmaal bij de haven rennen Ana, Kenneth, Terry, Michael en Nicole al naar de boot, terwijl CJ achterblijft. Hij wordt inmiddels door zoveel zombies aangevallen dat hij zichzelf opoffert door weer een propaantank te laten ontploffen om zo veel mogelijk zombies te doden. Hierdoor overlijdt hij zelf ook. De anderen willen weg met de boot maar Michael blijft vrijwillig achter nadat hij erachter is gekomen dat hij gebeten is. Ana ziet hem zichzelf nog door zijn hoofd schieten nadat ze al vertrokken zijn. Als ze eenmaal aangekomen zijn op het eiland blijkt dat hier ook zombies aanwezig zijn, die hen meteen aanvallen. 
Direct hierna komt de aftiteling, zodat het voor de kijkers een raadsel blijft is hoe het de groep verder vergaat.

## Rolverdeling
| Acteur         | Personage |
| -------------- | --------- |
| Sarah Polley   | Ana       |
| Ving Rhames    | Kenneth   |
| Jake Weber     | Michael   |
| Michael Kelly  | CJ        |
| Kevin Zegers   | Terry     |
| Lindy Booth    | Nicole    |
| Mekhi Phifer   | Andre     |
| Ty Burrell     | Steve     |
| Jayne Eastwood | Norma     |
| Inna Korobkina | Luda      |
| Michael Barry  | Bart      |
| Boyd Banks     | Tucker    |
| R.D. Reid      | Glen      |
| Kim Poirier    | Monica    |
| Matt Frewer    | Frank     |
| Justin Louis   | Luis      |
| Bruce Bohne    | Andy      |
| Hannah Lochner | Vivian    |